# My Wife's Relations
My Wife's Relations és un curtmetratge de comèdia estatunidenc del 1922 dirigit i protagonitzat per Buster Keaton. A través d'un error judicial, Buster es troba casat amb una gran dona dominant amb un pare hostil i quatre germans intimidadors.

## Repartiment
- Buster Keaton com el marit
- Monte Collins com a el pare (sense acreditar)
- Wheezer Dell com a germà (sense acreditar)
- Harry Madison com a germà (sense acreditar)
- Kate Price com a dona (sense acreditar)
- Joe Roberts com a germà (sense acreditar)
- Tom Wilson com a germà (sense acreditar)